# Cartoon Network (Hiszpania)
Cartoon Network – hiszpańska stacja telewizyjna należąca do WarnerMedia emitująca głównie kreskówki. Kanał wystartował 4 marca 1994 roku.
W 2013 roku Turner Broadcasting System ogłosił zamknięcie kanału we wszystkich platformach cyfrowych razem z kanałem dla dzieci w wieku przedszkolnym Cartoonito. Kanał zakończył nadawanie dnia 1 lipca 2013 roku. Większość kreskówek, które były emitowane na obu stacjach, zostały przeniesione do hiszpańskiego kanału dla dzieci Boing.

## Programy
- Angelo rządzi
- Bakugan: Młodzi wojownicy
- Batman: Odważni i bezwzględni
- Ben 10
- Ben 10: Obca potęga
- Ben 10: Ultimate Alien
- Ben 10 Omniverse
- Bobobō-bo Bō-bobo
- Chop Socky Chooks: Kung Fu Kurczaki
- Chowder
- Demashita! Powerpuff Girls Z
- Detektyw Conan
- Dom dla zmyślonych przyjaciół pani Foster
- Doraemon
- Ed, Edd i Eddy
- Generator Rex
- Geronimo Stilton
- Gormiti
- Harcerz Lazlo
- Hero 108
- Johnny Bravo
- Kaczor Dodgers
- Keroro Gunsō
- Laboratorium Dextera
- The Looney Tunes Show
- Mandarine and Cow
- Martin Tajemniczy
- Młodzi Tytani
- Mroczne przygody Billy’ego i Mandy
- Niesamowity świat Gumballa
- Niezwykłe przypadki Flapjacka
- Pora na przygodę!
- Shin-chan
- Superszpiedzy
- Tajemniczy Sobotowie
- Titeuf
- Wayside
- Zwyczajny serial

i inne